# Wyżnia Kościeliska Brama

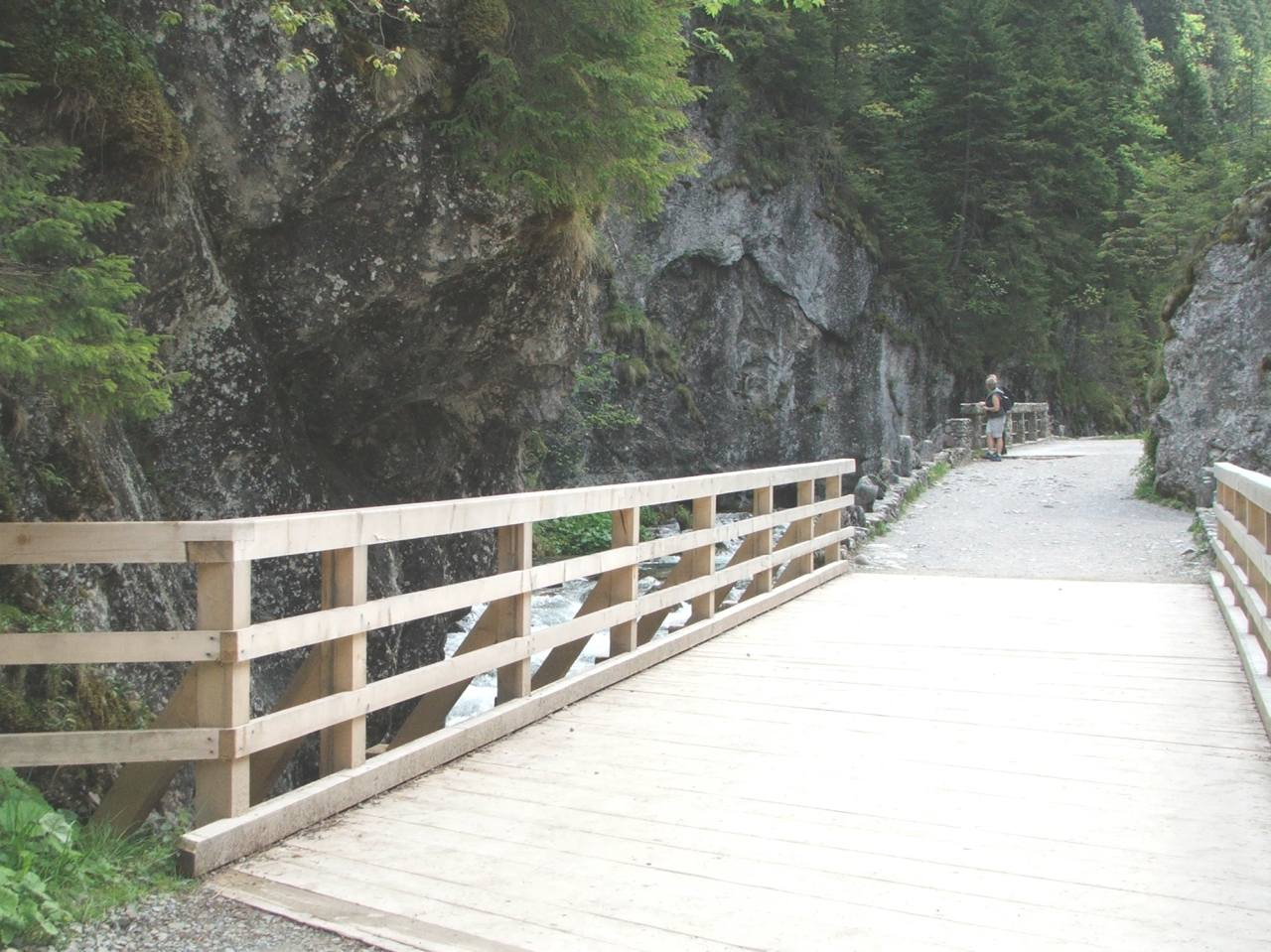
Brama Raptawicka

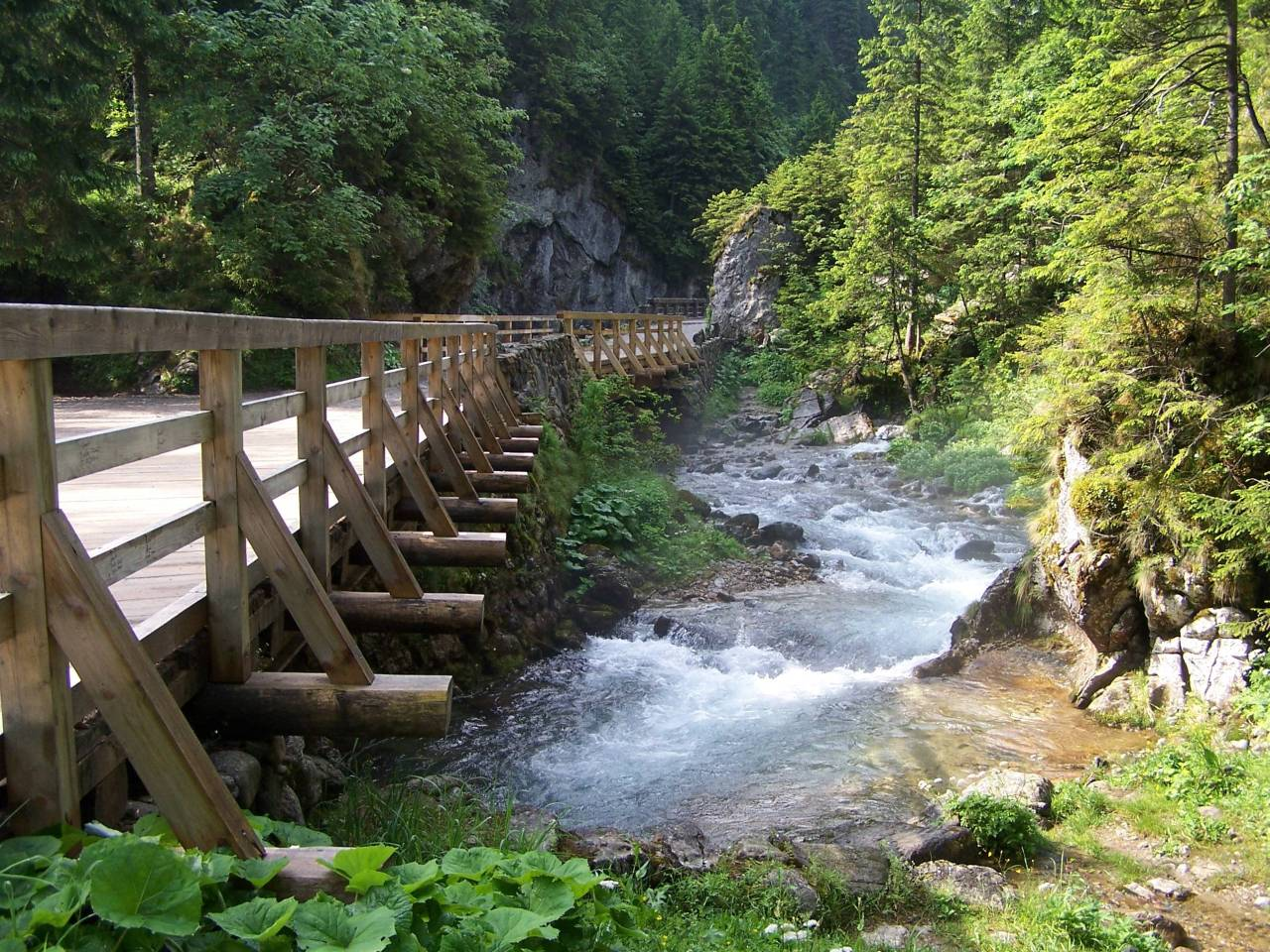
Droga wzdłuż Kościeliskiego Potoku

Wyżnia Kościeliska Brama zwana też Bramą Raptawicką – jedno ze zwężeń Doliny Kościeliskiej w Tatrach Zachodnich, najwyżej położone. Pozostałe to Niżnia (Brama Kantaka) i Pośrednia Kościeliska Brama (Brama Kraszewskiego). Wyżnia Kościeliska Brama zaczyna się ok. 150 m powyżej Polany Pisanej i ma długość ok. 700 m. W tym miejscu Kościeliski Potok wyżłobił w wapiennych skałach Raptawickiej Turni, tworzącej zachodnie zbocza doliny, i Zbójnickiej Turni, tworzącej zbocza wschodnie, głęboki wąwóz. Najciaśniejsze miejsce znajduje się pomiędzy Raptawiską Turnią a Skałą Pisaną. Jest to jedno z bardziej atrakcyjnych widokowo miejsc w Dolinie Kościeliskiej. Prowadzi przez nie droga do schroniska PTTK na Hali Ornak i popularny szlak turystyczny.

## Szlaki turystyczne
W okolicy Bramy Raptawickiej znajduje się węzeł szlaków turystycznych:
 – zielony szlak z Kir dnem Doliny Kościeliskiej do schroniska na Hali Ornak.
- Czas przejścia z Kir na polanę: 1:10 h, ↓ 1:10 h
- Czas przejścia z polany do schroniska: 30 min, ↓ 25 min

 – żółty, jednokierunkowy szlak na wschód przez Smoczą Jamę w Wąwozie Kraków. Szlak rozpoczyna się nieco za południowym krańcem Polany Pisanej i biegnie przez wąwóz i jaskinię do zejścia na Polanę Pisaną. Czas przejścia: 50 min
 – czarny na zachód do Jaskini Raptawickiej. Czas przejścia: 15 min, ↓ 15 min
 – czerwony (jednokierunkowy) na zachód do Jaskini Mylnej i Obłazkowej (początkowy odcinek wspólny ze szlakiem czarnym), schodzący do doliny nieco na północ od szlaku wejściowego. Czas przejścia całego szlaku przez Jaskinię Mylną: 50 min.